# 사이드카 (주식 시장)
사이드카(영어: sidecar)란 즉시 충격을 완화하기 위한 요소로, 선물시장의 급등락에 따른 현물시장의 혼란을 막을 때에 발동된다. 사이드카가 발동되면 주식시장의 매매호가 효력이 5분간 정지된다. 발동 요건은 가장 많이 거래되는 선물상품 가격이 (코스피)전일 종가에 대비해 5% 이상 등락가가 1분 이상 계속될 때와 (코스닥)전일 종가 대비 6% 이상 등락가가 1분 이상 지속될 때다. 
발동 5분 후, "사이드카"는 자동 해제된다. 현물시장의 안정을 위한 중요한 요소인만큼 "사이드카"는 1일 1회에 한해서만 발동이 가능하며, 주식시장 매매 종료 40분 전 이후에는 발동할 수 없다.

## 서킷브레이커
서킷브레이커는 주가 급락 시 추가 폭락을 막기 위해 주식 매매 자체를 중단시키는 장치로 사이드카보다 더욱 강력한 조치다. 서킷브레이커가 증시 급변에 대응하기 위한 사후 처방이라면, 사이드카는 선물이 현물에 영향을 미치기 전에 차단하는 예방으로서의 성격이 짙다. 서킷브레이커는 증시 안정을 위한 '최후의 수단'인 셈이다.

## 같이 보기
- 주식 시장
- 서킷브레이커 (주식 시장)
- 1월 효과